# Радориж-Косьцельни
Радориж-Косьцельни (пол. Radoryż Kościelny) — село в Польщі, у гміні Кшивда Луківського повіту Люблінського воєводства.
Населення — 387 осіб (2011).
У 1975-1998 роках село належало до Седлецького воєводства.

## Демографія
Демографічна структура станом на 31 березня 2011 року:
|          | Загалом | Допрацездатний вік | Працездатний вік | Постпрацездатний вік |
| -------- | ------- | ------------------ | ---------------- | -------------------- |
| Чоловіки | 188     | 41                 | 130              | 17                   |
| Жінки    | 199     | 40                 | 110              | 49                   |
| Разом    | 387     | 81                 | 240              | 66                   |